# Ubaldo Mesa
Ubaldo Mesa Estepa (Pajarito, 20 november 1973 - San Cristóbal, 9 oktober 2005) was een Colombiaans wielrenner. Hij overleed in 2005 aan hartfalen nadat hij vlak voor het begin van de laatste etappe van de Clàsico Banfoandes ineen was gezakt.
Zijn oudere broer Uberlino Mesa was ook professioneel wielrenner.

## Belangrijkste overwinningen
2001
- 5e etappe Clásico RCN

2003
- 5e etappe Ronde van de Gila

2005
- 2e etappe Ronde van de Gila